# برلینگن (آلمان)
برلینگن (به آلمانی: Berlingen) یک شهر در آلمان است که در فولکانایفل واقع شده‌است. برلینگن ۲۰۰ نفر جمعیت دارد.